# تبدیل انرژی

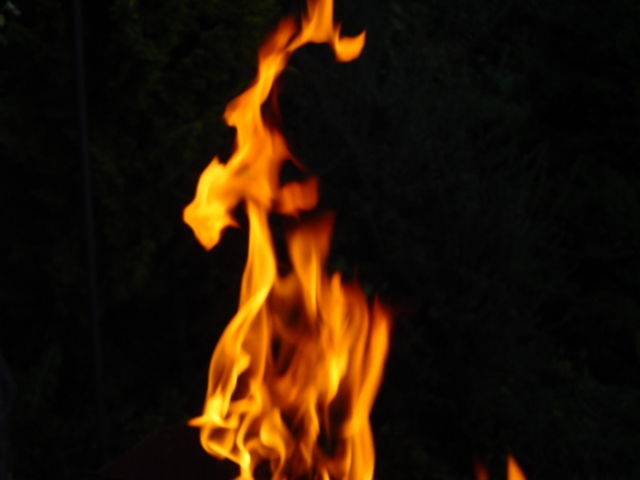
آتش یک نمونه از تبدیل انرژی است

تبدیل انرژی، فرایند تغییر انرژی از یک شکل به دیگری است. در فیزیک، انرژی کمیتی است (کمیت یعنی هرچیزی را که بتوانیم اندازه بگیریم کمیت نام دارد) که ظرفیت انجام کار را فراهم می‌کند (مانند بلندکردن یک چیز) یا گرما فراهم می‌کند که فرمول کار را در هفتم خوانده اید. علاوه‌بر تبدیل‌شدن، بنابر قانون پایستگی انرژی، انرژی قابل انتقال به یک مکان یا شی دیگر است، اما نمی‌توان آن را ایجاد یا نابود کرد. 

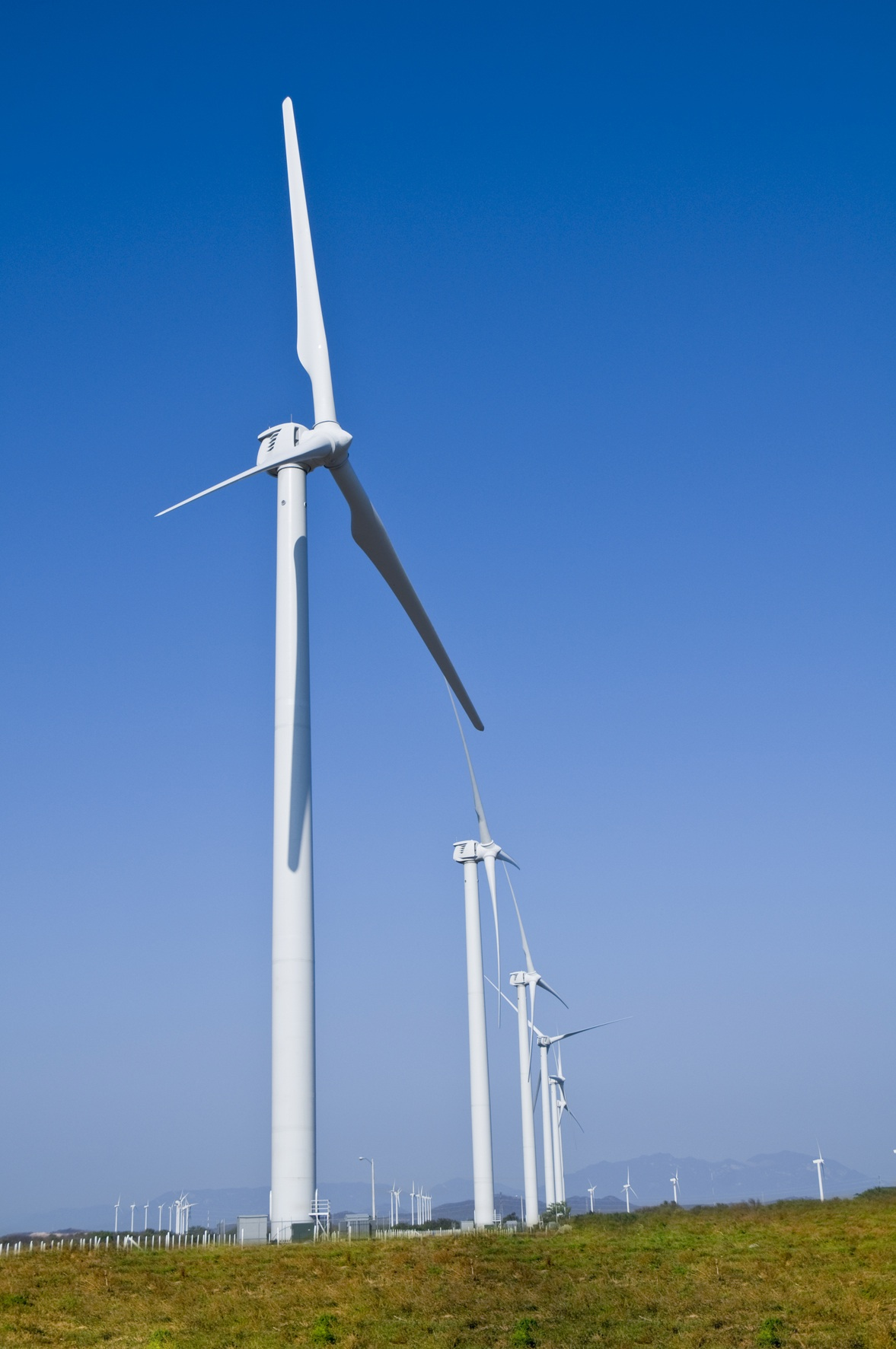
مزرعه بادی

(صبا)